# Las Meninas (pel·lícula)
Las Meninas ( en castellà The Maids of Honor ) és una pel·lícula ucraïnesa de 2008 dirigida per Ihor Podolchak. El seu títol fa al·lusió al conegut quadre de Diego Velázquez, Las Meninas . Ihor Podolchak va ser el productor, guionista i director d'aquesta pel·lícula. Las Meninas va ser produïda per MF Films (una subdivisió de Masoch Fund ). Va ser la primera pel·lícula ucraïnesa  a participar en la Competició dels Premis Tiger del Festival Internacional de Cinema de Rotterdam. A principis de 2011, la pel·lícula ha participat en 27 festivals internacionals de cinema, inclosos 10 programes de competició. El 2011, va ser inclòs a les 15 millors pel·lícules ucraïneses dels 20 anys d'independència.
| « | …Podolchak's film, alongside Majewski's and Bartas's work, appears to be a perfect example for a cinematic or post-cinematic "dream of a gesture" (Agamben 1993, 139) transporting the viewer into a visibly subjective and surreal universe of enigmatic pictures…. | » |

## Trama

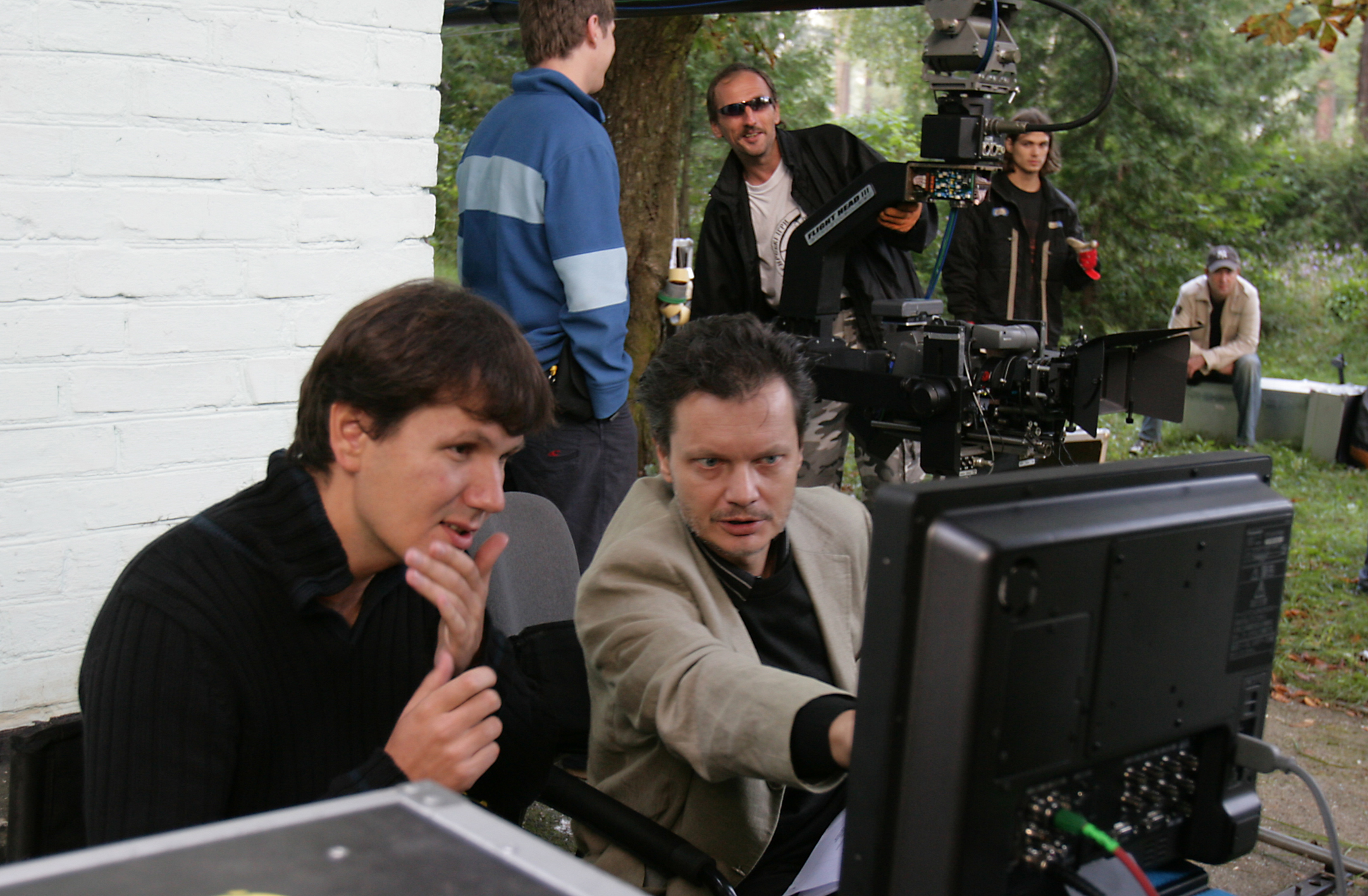
Serhiy Mykhalchuk (DoP, esquerra) i Ihor Podolchak. Set de pel·lícula. 2006

La pel·lícula explora l'impacte que la rutina diària pot tenir sobre la ment i la psique humana. A més, ofereix una reflexió sobre la importància de les decisions que prenem i sobre com aquestes opcions estan sovint limitades des del principi. La història gira al voltant d'una família de quatre membres que viu als suburbis, en una vila peculiar que, gràcies a un complicat joc de miralls, sembla més una obra d'art instal·lada que una casa convencional. El protagonista, que gairebé no apareix a la pantalla, és el fill, un home d'uns trenta anys. Des de petit, pateix d'asma i èczema, i utilitza aquestes condicions per manipular els seus pares i la seva germana. Així, l'existència d'aquesta família, que viu constantment en estat de por, es transforma en un ritual interminable per satisfer els desitjos del fill, mantenint-se sempre en alerta davant una nova "crisi de salut" que podria sorgir. Las Meninas és similar a les peces disperses d'un trencaclosques: depèn de l'espectador ordenar-les per crear la seva pròpia imatge, fet que converteix la pel·lícula en una experiència personal i única.

## Cast
- Mykola Veresen com a pare, segon pare, pare jove
- Lyubov Tymoshevska com a mare
- Hanna Yarovenko com a filla
- Dmytro Chernyavsky com a Fill
- Ilona Arsentyeva com a filla (nena)
- Stas Arsentyev com a Fill (nen)
- Viktoriya Ulyanchenko com a Mare Jove
- Valeriya Ulyanchenko com a Mare Jove

## Producció

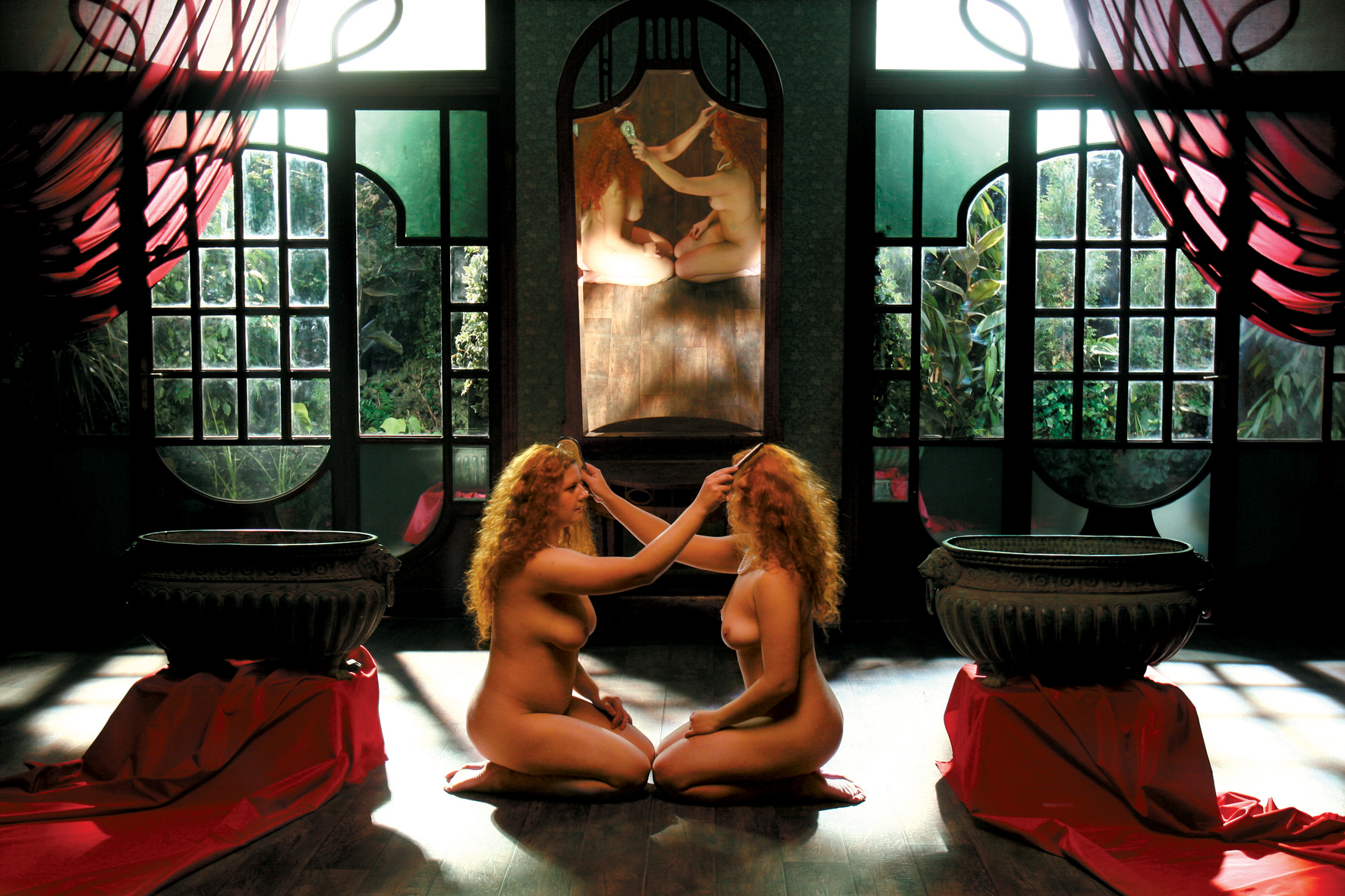
Encara

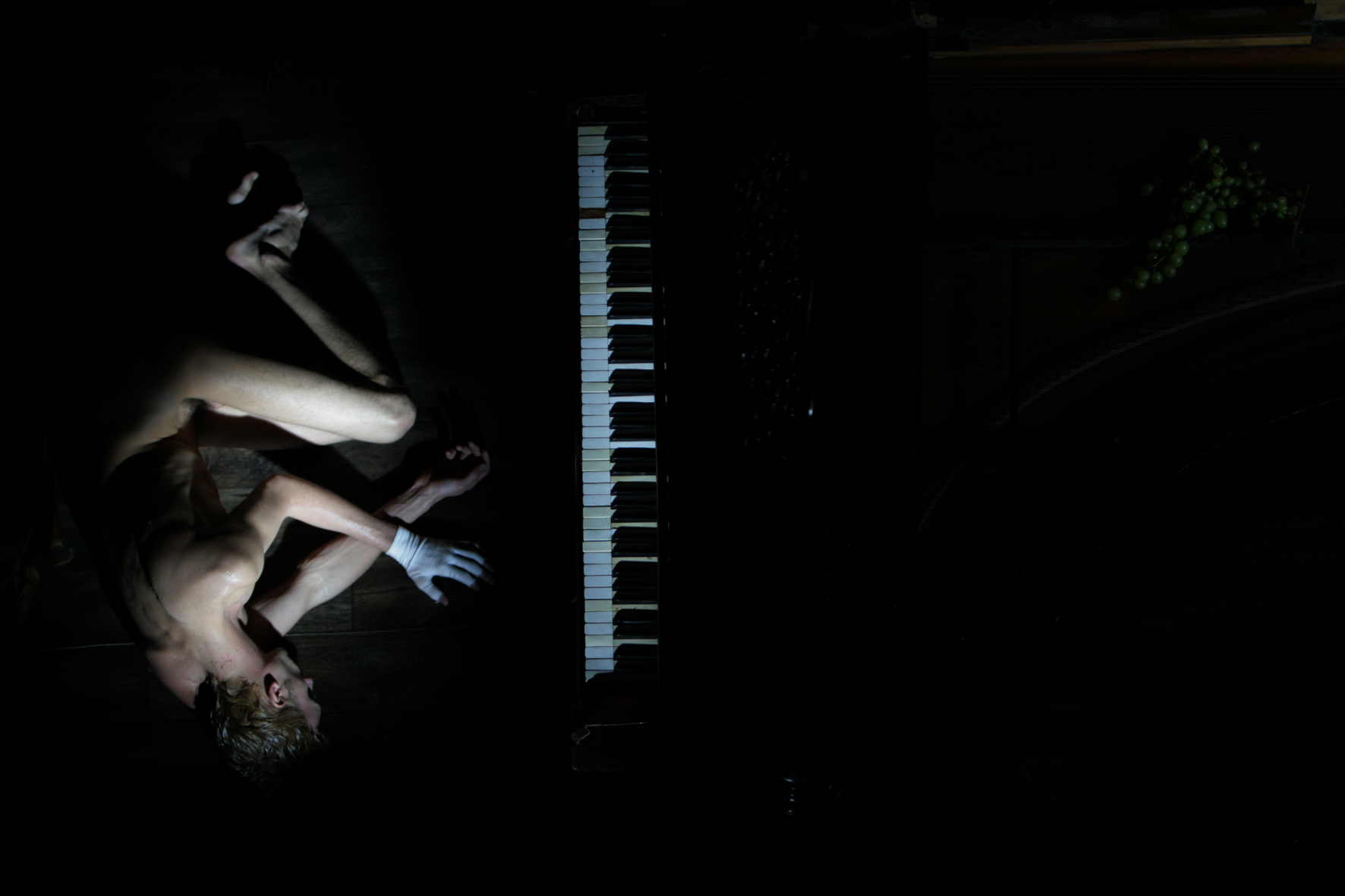
Encara

La idea del guió va néixer l'any 2004, inspirada en el relat del doctor Janos Sanocky sobre un cas de la seva pràctica mèdica. El diàleg va ser coescrit per l'escriptor rus-lituà Andrey Levkin. El rodatge de la pel·lícula va tenir lloc entre el 15 de setembre i el 24 d'octubre de 2006, a Kíev. La major part de la pel·lícula es va rodar a través dels miralls,  la qual cosa va causar greus dificultats al director de fotografia, ja que hi havia un repte permanent per a la tripulació d'evitar ficar-se al pla. L'edició, els efectes, la correcció de color i la representació de la pel·lícula van trigar 14 mesos. Tot el treball de postproducció excepte el renderitzat va ser realitzat pel mateix Ihor Podolchak. Las Meninas va ser el primer llargmetratge a Ucraïna creat íntegrament amb el procés intermedi Digital. La majoria de la música de la pel·lícula va ser escrita per a violoncel i piano pel compositor Alexander Shchetynsky . El director i el compositor van posar atenció al paper central de la música com a contrapunt semàntic del diàleg i la imatge visual, de manera que el nivell sonor de la pel·lícula es pot veure com una instal·lació sonora integral. El director de videoclips nord-americà Dean Karr va codirigir la part musical de la pel·lícula.

## Estrenes i recepció
Las Meninas va tenir una estrena mundial al Festival Internacional de Cinema de Rotterdam el 25 de gener de 2008. Durant el 2008–2011, la pel·lícula va participar en programes de competició dels festivals internacionals de cinema al Brasil, Croàcia, Rússia, Polònia, Eslovàquia, Espanya, Romania, Itàlia i Hongria; en programes no competitius a Alemanya, Corea del Sud, França, Austràlia, Grècia, Regne Unit, Colòmbia, Estònia, EUA, ] Suècia i Sud-àfrica. També va ser inclòs a les seleccions oficials del Festival Internacional de Cinema de Moscou i del Festival Internacional de Cinema de Karlovy Vary.
Els crítics van destacar les "belles imatges" de la pel·lícula i van lloar el treball de càmera de Serhiy Mykhalchuk. L'estrena ucraïnesa de la pel·lícula va tenir lloc el 9 de juny de 2009 al Festival del Cinema Europeu de Kíev. L'estrena als cinemes a Ucraïna va ser el 5 d'octubre de 2009. La pel·lícula va rebre crítiques diverses a Ucraïna. Les opinions crítiques estaven polaritzades: des de l'aversió i les acusacions de ser "artificials" fins a l'apologètica i l'elevada apreciació de la qualitat artística de la pel·lícula i la seva ruptura amb la tradició de l'anomenat " cinema soviètic ucraïnès".